# Daniela Schwarzer
Daniela Carolin Schwarzer (1973, Hamburg) és una politòloga alemanya i ha estat membre del Consell Executiu de la Fundació Bertelsmann des del 2023.  És una experta destacada en afers europeus i internacionals i té una llarga carrera professional en grups de reflexió, fundacions i universitats, així com en periodisme.

## Formació
Després de graduar-se de l'institut el 1992, Schwarzer va estudiar ciències polítiques i lingüística a la Universitat de Tübingen. Va fer estades a l'estranger a la Universitat de Reading, a la Gran Bretanya, i a l'Institut d'Estudis Politiques de París (Sciences Po), francès. El 2005, Schwarzer es va doctorar en economia política a la Universitat Lliure de Berlín amb una tesi sobre la coordinació de la política fiscal a la zona euro.

## Obres

### Carrera professional
Schwarzer va iniciar la seva trajectòria professional l’any 1999 com a editora i corresponsal a França del Financial Times Deutschland, amb base a París. Entre 2004 i 2013, va treballar a l’Institut Alemany d’Afers Internacionals i de Seguretat (SWP), on el 2008 va assumir la direcció del grup de recerca sobre Europa. Posteriorment, del 2013 al 2016, va ser directora de recerca del Consell del Fons Marshall Alemany dels Estats Units, liderant tant l’oficina de Berlín com el programa dedicat a Europa.
Del 2016 al 2021, Schwarzer va ser director i director general del Consell Alemany de Relacions Exteriors (DGAP). Del 2021 al 2023, va exercir com a directora executiva per a Europa i Àsia Central a les Open Society Foundations, la fundació més gran del món dedicada a enfortir l'estat de dret, la democràcia i les societats obertes.
El maig de 2023, Schwarzer es va unir a la junta de la Fundació Bertelsmann sense ànim de lucre amb seu a Gütersloh. És responsable dels programes i projectes sobre el futur d'Europa, així com de la democràcia i la cohesió.

### Posicions acadèmiques
Schwarzer va ser cofundador de la European Political Economy Review. Ha ocupat diversos càrrecs docents, com ara el 2011 a la Hertie School of Governance, al Col·legi d'Europa de Bruges i a les Universitat de Macau i Salzburg.
Del 2012 al 2013, va ser investigadora al Weatherhead Center for International Affairs de la Universitat Harvard. El 2014, va esdevenir professora sènior d'investigació a la Universitat Johns Hopkins. El 2020, va obtenir una beca al Belfer Center for Science and International Affairs de la Universitat Harvard.
El 2021, Schwarzer va ser nomenat professor honorari de Ciències Polítiques a la Universitat Lliure de Berlín. Forma part del Centre per a la Integració Europea de l'Institut Otto Suhr de Ciències Polítiques.  A la tardor del 2022, va ser professora visitant Pierre Keller a la Universitat Harvard, a la qual ja estava afiliada com a investigadora sènior del Belfer Center.

## Membres i mandats
Schwarzer és consultat regularment com a expert. Va ser co-ponent del Grup de Treball sobre Reforma i Ampliació de la Unió Europea , convocat pels governs francès i alemany, que va presentar el seu informe el setembre de 2023. Del 2020 al 2022 va ser assessora especial de Josep Borrell, alt representant i vicepresident de la Comissió Europea. També va assessorar França i Polònia durant les seves respectives presidències del Consell de la UE i el Centre d'analyse stratégique (CAS) del primer ministre francès.
Schwarzer és membre del consell de la DGAP, membre del consell assessor de l'Institut Jacques Delors  i del Consell Europeu de Relacions Exteriors (ECFR). El 2017 va ser nomenada membre de la Legió d'Honor francesa.

## Obra
- Schwarzer, Daniela. Krisenzeit: Sicherheit, Wirtschaft, Zusammenhalt: was Deutschland jetzt tun muss. München: Piper, 2023. ISBN 978-3-492-07228-1
- Demaskiert in einer neuen Welt. In: Internationale Politik. 27. Juni 2022, abgerufen am 28. Oktober 2023.
- Schwarzer, Daniela. Final Call: wie Europa sich zwischen China und den USA behaupten kann. Frankfurt New York: Campus Verlag, 2021. ISBN 978-3-593-51482-6
- Smarte Souveränität - 10 Aktionspläne für die künftige Bundesregierung. Deutsche Gesellschaft für Auswärtige Politik, 20. September 2021, abgerufen am 29. Oktober 2023.
- Schwarzer, Daniela. Die Europäische Währungsunion: Geschichte, Krise und Reform. 1. Auflage. Stuttgart: Kohlhammer Verlag, 2015. ISBN 978-3-17-022946-4
- Schwarzer, Daniela. Fiscal policy co-ordination in the European Monetary Union: a preference-based explanation of institutional change. 1. Aufl. Baden-Baden: Nomos Verl.-Ges, 2007. ISBN 978-3-8329-2428-7